# Natronlokomotive

Feuerlose Natron-Straßenbahnlokomotive in Aachen um 1884

Die Natronlokomotive ist eine feuerlose Dampflokomotive. Sie wurde 1883 von Moritz Honigmann entwickelt und beruht auf einem für die Dampfgewinnung kaum verwendeten Prinzip.
Das Verfahren wurde von Honigmann am 8. Mai 1883 unter der Patentnummer 24993 in Berlin geschützt. Der Titel des Patents lautete: Über das Verfahren zur Entwicklung gespannten Dampfes durch Absorption des abgehenden Maschinendampfes in Ätznatron oder Ätzkali von Moritz Honigmann in Grevenberg bei Aachen.

## Funktionsweise
Wasserdampf wird in konzentrierte Natronlauge geleitet, dabei wird der Dampf bei Temperaturen von 130 °C und darüber vollkommen in die Lösung aufgenommen. Durch den Lösungsvorgang wird die Lauge durch das Wasser verdünnt. Gleichzeitig wird Wärme (Kondensationsenthalpie und Lösungsenthalpie) frei und die Lösung erhitzt sich. Diese erhitzte Lösung wird dann zur Beheizung des eigentlichen Dampfkessels benutzt. Die Lösung wird mit der Zeit wärmer und wässriger, bis sie kein Wasser mehr aufnehmen kann und selbst anfängt zu sieden. Prinzipiell sind für dieses Verfahren auch andere Lösungen als Natronlauge denkbar.
Die Standardbildungsenthalpie von festem Natriumhydroxid (NaOH) beträgt −426,7 kJ/Mol; die von gelöstem NaOH −469,6 kJ/mol. Bei der vollständigen Auflösung von NaOH werden 42,9 kJ/mol in Form von Wärme freigesetzt. Festes NaOH hat eine molare Masse von 39,997 g/mol (entspricht 25,002 mol/kg). Es werden also je Kilogramm vollständig gelöstem Feststoff 1072,6 kJ (= 298 Wh) frei. Es konnte jedoch nur ein Teil dieser Energie genutzt werden, da sich das Natriumhydroxid bereits beim Befüllen der Lokomotive in Lösung befand.
An der Füllstation wurde die Lok mit 900 kg 180 °C heißer 83%iger Natronlauge befüllt. Der Energiegehalt wurde später mit „je Pferdestärkenstunde ein Füllungsgewicht von 20 kg“ beschrieben. Aus dieser Angabe ist jedoch nicht eindeutig nachvollziehbar, ob es sich um die mechanische Leistung der Dampfmaschine oder die Wärmeleistung des Kessels handelt. Der Wert entspricht einer Energiedichte von etwa 36,8 Wh/kg Lauge, bei 900 kg ergibt sich eine „Tankkapazität“ von rund 33,1 kWh. Ein moderner Bleiakkumulator kommt auf bis zu 60 Wh/kg, Benzin hat im Vergleich dazu eine Energiedichte von 12 kWh/kg, also mehr als das Dreihundertfache.
Zusätzlich zu der aus der Lösung gewonnenen Wärme wurde die Kondensationsenthalpie des Abdampfes genutzt und ging nicht verloren. So konnte die Verdampfungsenthalpie des Speisewassers aus dem Abdampf gewonnen werden und nur die zur Verrichtung von Arbeit notwendige Energie musste durch den Speicher bereitgestellt werden.

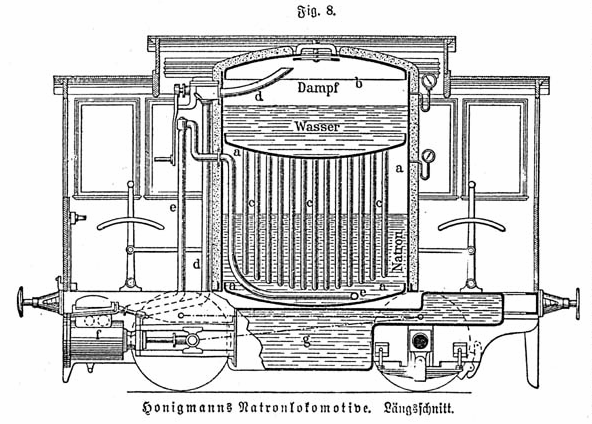
Honigmannsche Natronlokomotive

Honigmann brachte auf seinen Lokomotiven einen Natronkessel a (Bild rechts) an, über welchem ein Wasserkessel b steht. Vom Boden des Wasserkessels geht eine große Anzahl Siederohre c bis fast zum Boden des Natronkessels. Ein Rohr d führt von dem oberen, dampfgefüllten Teil des Wasserkessels zu den Dampfzylindern f, ein zweites e von diesen in den unteren Teil des Natronkessels. Ist nun von vornherein der Dampfdruck in b groß genug, um die Maschine anzutreiben, so gelangt der verbrauchte Dampf durch e in die Natronlauge, löst sich dort und erhitzt durch Wärmeabgabe die Lösung. Diese wiederum lässt durch den Wärmeübergang der Siederohre c genügend Wasser in b verdampfen, um die Maschine in Gang zu halten. Die Heizung des Wasserkessels reguliert sich von selbst. Je mehr die Maschine leistet, je mehr Dampf sie also verbraucht, desto mehr Dampf wird auch der Natronlauge zugeführt und desto mehr Wärme wird entwickelt.
Nach etwa vier bis fünf Stunden wurde die Natronlauge durch Verdünnung unwirksam. Dann musste sie abgelassen und wieder eingedampft werden. Der Kessel wurde mit frischer, konzentrierter Lösung gefüllt. Das in b verdampfende Wasser wurde durch eine Dampfstrahlpumpe aus einem Wasservorratskasten g ersetzt.
Natronkessel, Siederohre und Abdampfpfannen müssen aus korrosionsbeständigem Material hergestellt werden (damals war das vor allem Kupfer), weil Eisen von der Natronlauge bei hohen Temperaturen angegriffen wird. Die Natronlokomotive hat gegenüber der Dampfspeicherlokomotive einen komplizierteren und aufwändiger herzustellenden Kessel sowie ein Wasserreservoir. Dagegen ist sie nicht nur feuer- und rauchlos, sondern auch ohne Dampfausströmung. Auch zeichnet sie sich durch eine längere Leistungsdauer nach einer Füllung aus, so dass gleichzeitig die Gefahr des Liegenbleibens des Fahrzeugs mitten auf der Strecke vermindert wird.

## Geschichte
Honigmann ließ eine Maschine dieser Bauart für die Aachener und Burtscheider Pferdebahngesellschaft in Aachen bauen. Sie wurde vom Juni 1884 bis zum März 1885 auf einer einen Kilometer langen Strecke betrieben. In der Nähe von Aachen wurden zwei derartige Lokomotiven im Kohlebergbau betrieben. In Berlin-Charlottenburg fuhr ebenfalls versuchsweise eine Straßenbahn mit Natronlokomotive. Die Leipziger Pferdeeisenbahn-Gesellschaft führte ab Ende Februar 1886 Probefahrten zwischen der Innenstadt und dem Depot in Plagwitz mit einer von der Halleschen Maschinenfabrik gelieferten Natronlokomotive „System Honigmann“ mit 11 t Betriebsgewicht durch.
Wie auch der Probebetrieb in Leipzig, fiel schon die Bilanz des Versuchseinsatzes in Aachen eigentlich recht positiv aus. So heißt es: „Die Bewegung der Maschine war eine so ruhige und gleichmäßige, daß die Passagiere gerne mit der derselben fuhren.“ Die Steigung von 3 % bewältigte die Natronlokomotive im Unterschied zur Pferdebahn ohne Probleme. Während ein Fahrkilometer mit der Pferdebahn die Betreiber 25 Pfennig kostete, verursachte die Natronbahn nur Kosten von 16 Pfennig.
Probleme gab es aber offensichtlich beim Wiedereindampfen der verdünnten Natronlauge. In Aachen hatte man dafür Kupferkessel im Einsatz, von denen es heißt, sie wären von der Natronlauge mit der Zeit aufgelöst worden. Versuche dazu wurden allerdings von den mit der Beurteilung der Technik beauftragten Prof. Alois Riedler und seinem Assistenten Gutermuth von der TU München mit einem Kessel aus Gusseisen durchgeführt. Hier war eine gewisse Verminderung der Wanddicke durch die Natronlauge zu verzeichnen, aus der die beiden berechneten, dass der Kessel der Eindampfanlage alle ein bis zwei Jahre ausgetauscht werden müsste. Diese Kosten scheuten die Verantwortlichen. Honigmann entwickelte jedoch ein System, um die Natronlauge unter Vakuum einzudampfen. Dafür hätten ca. 80 °C ausgereicht. Bei dieser Temperatur sollten die gusseisernen Kessel viertausendmal länger halten. Mit solch einer Apparatur wurde die Natronlauge in der Honigmann’schen Sodafabrik eingedampft.
Die Verantwortlichen verwiesen auch auf eine Gleisanlage, die das Gewicht der Natronlokomotive auf die Dauer nicht tragen könnte, und brachen den Versuch nach acht Monaten ab.
Trotz ihrer Vorteile, vor allem gegenüber der damaligen Konkurrenz von Pferdebahnen und frühen Dampflokomotiven, deren Einsatz in bebautem Gebiet durch Rauch- und Dampfemissionen nicht ohne Probleme war, konnte sich diese Bauweise nicht durchsetzen.
Diese Form des thermochemischen Wärmespeichers ist jedoch für die Wärmespeicherung, z. B. in Verbindung mit Solaranlagen, Ende des 20. Jahrhunderts wieder genutzt worden.